# Hedwiga manubriata
Hedwiga manubriata is een hooiwagen uit de familie Triaenonychidae.